# Zorango et les Comancheros
Série
Z comme Zorro
(1969) El Zorro de Monterrey
(1971)
Pour plus de détails, voir Fiche technique et Distribution.
Zorango et les Comancheros, parfois intitulé Zorro contre les mercenaires (El Zorro, caballero de la justicia) est un film italo-espagnol réalisé par Luigi Capuano et José Luis Merino, sorti en 1971. C'est la deuxième fois que Carlos Quiney joue le rôle de Zorro ; il avait déjà incarné le personnage dans Z comme Zorro en 1969.

## Synopsis
Gladys rend visite à son père Alvarro en prison. Bien décidée à le sortir de là, elle se lance à la recherche d'une pierre précieuse, une grande émeraude. Mais alors qu'elle récupère la carte permettant de retrouver la pierre, elle est attaquée par un aventurier sans scrupule et ses hommes, des mercenaires pas très futés. Mais Zorro s'interpose et la sauve. Voulant l'aider et stopper l'aventurier, il va jusqu'à se rendre en plein territoire des Comanches, lieu où se trouve la pierre.

## Fiche technique
- Titre original : El Zorro, caballero de la justicia
- Titre italien : Zorro il cavaliere della vendetta
- Titre français : Zorango et les Comancheros ou Zorro contre les mercenaires
- Titre anglais ou international : Zorro, Rider of Vengeance
- Titre anglais alternatif : Zorro and the Comanches[2]
- Réalisation : Luigi Capuano et José Luis Merino
- Assistant-réalisateur : Jaime Bayarri
- Scénario : José Luis Merino, María del Carmen Martínez Román
- Costumes : Sibylle Geiger
- Décors : Luis Vazquez
- Montage : Francisco Jaumandreu
- Photographie : Emanuele Di Cola
- Musique : Francesco De Masi
- Production : Ricardo Merino[3]
- Société(s) de production : Carthago Cinematografica, Duca Internazionale
- Société(s) de distribution : Mondial Film (France)[4]
- Pays d’origine :  Espagne,  Italie
- Langue originale : espagnol
- Format : couleur (Kodacolor) — 35 mm — 2,35:1 (Techniscope) — son Mono
- Genre : aventure, western spaghetti
- Durée : 92 minutes
- Dates de sortie :
  - Italie : 9 avril 1971
  - Espagne : 6 mars 1972
  - France : 27 décembre 1973[5]

## Distribution
- Carlos Quiney : David Sandoval / El Zorro
- Malisa Longo : Gladys
- Fernando Hilbeck : Jeremy Zack
- María Mahor : Miss Cooper
- Pasquale Basile : Johnny
- Francisco Afán
- Enrique Ávila
- José Cárdenas
- Antonio Jimenez Escribano
- Ana Maria Espejo
- Anita Farra
- Francesco Pellegrini
- Jose Rial
- Ramón Serrano

## Production

### Tournage
Les scènes extérieures ont été tournées en Espagne et plus particulièrement à Almería, Patones, Seseña et Aldea del Fresno.